# Olhynka
Olhynka (ukrainisch Ольгинка; russisch Ольгинка Olginka) ist eine Siedlung städtischen Typs im Osten der Ukraine in der Oblast Donezk mit etwa 3200 Einwohnern.

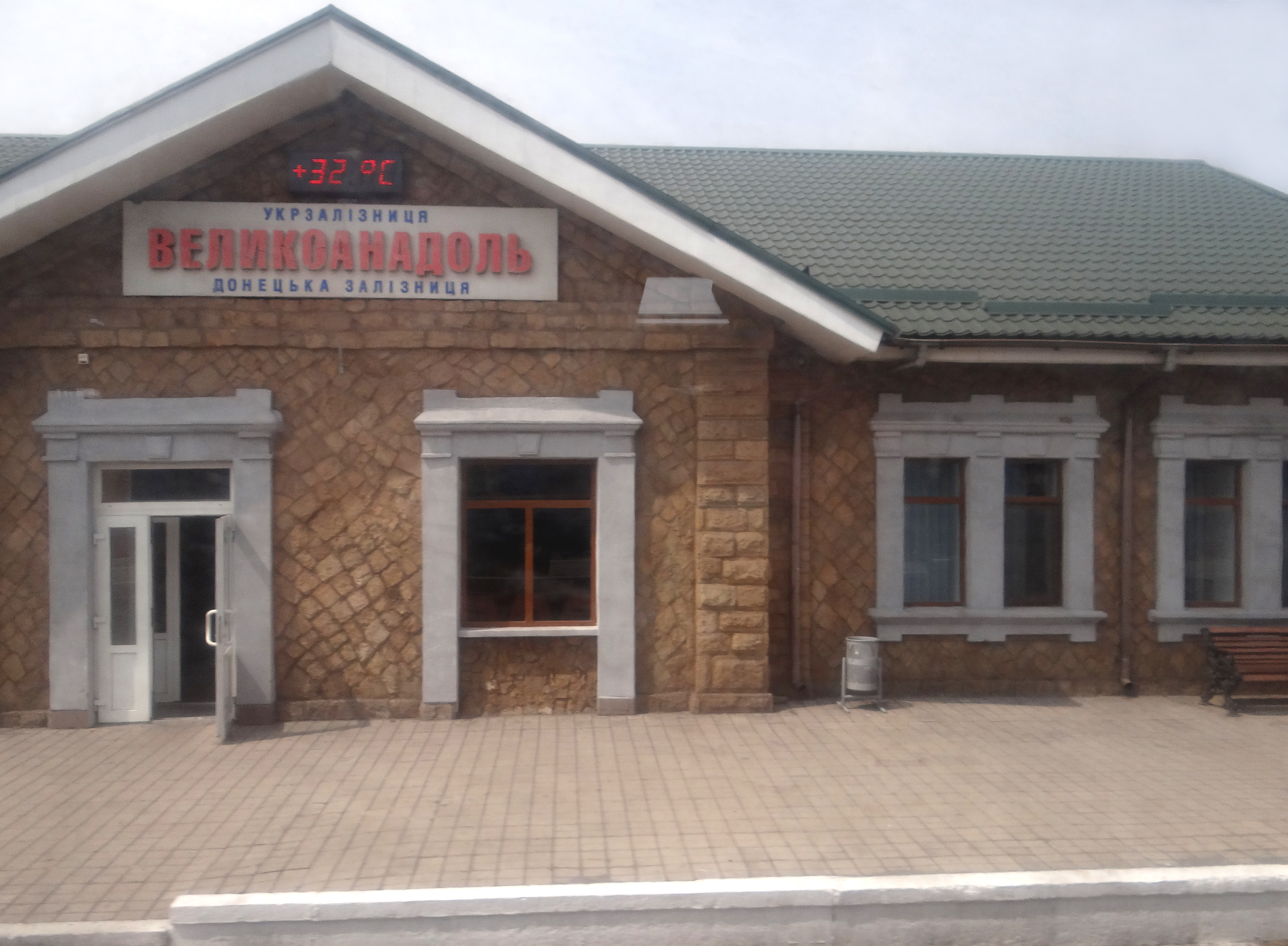
Bahnhofsgebäude im Ort

Die Siedlung städtischen Typs befindet sich im Norden des Rajons Wolnowacha, etwa 10 Kilometer nördlich vom Rajonszentrum Wolnowacha und 39 Kilometer südwestlich vom Oblastzentrum Donezk entfernt am Fluss Sucha Wolnowacha gelegen. Durch den Ort führt die Fernstraße N 20 sowie im Westen die Bahnstrecke von Donezk nach Mariupol.
Der Ort wurde 1779 zum ersten Mal schriftlich erwähnt und erhielt 1938 den Status einer Siedlung städtischen Typs. Bis 1959 war er auch Zentrum des gleichnamigen Rajons Olhynka, 2014 gab es beim Ort im Verlauf des Ukrainekrieges Kampfhandlungen.

## Verwaltungsgliederung
Am 12. Juni 2020 wurde die Siedlung zum Zentrum der neugegründeten Siedlungsgemeinde Olhynka (Ольгинська селищна громада/Olhynska selyschtschna hromada). Zu dieser zählen auch die Siedlungen städtischen Typs Blahodatne, Hrafske, Nowotrojizke und Wolodymyriwka, sowie die 6 in der untenstehenden Tabelle aufgelisteten Dörfer, bis dahin bildete sie zusammen mit den Dörfern Lisne und Pilne die gleichnamige Siedlungsratsgemeinde Olhynka (Ольгинська селищна рада/Olhynska selyschtschna rada) im Osten des Rajons Wolnowacha.
Folgende Orte sind neben dem Hauptort Olhynka Teil der Gemeinde:
| Name                     | Name          | Name                         |
| ukrainisch transkribiert | ukrainisch    | russisch                     |
| ------------------------ | ------------- | ---------------------------- |
| Blahodatne               | Благодатне    | Благодатное (Blagodatnoje)   |
| Bohdaniwka               | Богданівка    | Богдановка (Bogdanowka)      |
| Hrafske                  | Графське      | Графское (Grafskoje)         |
| Lisne                    | Лісне         | Лесное (Lesnoje)             |
| Mykolajiwka              | Миколаївка    | Николаевка (Nikolajewka)     |
| Nowohnatiwka             | Новогнатівка  | Новогнатовка (Nowognatowka)  |
| Nowotrojizke             | Новотроїцьке  | Новотроицкое (Nowotroizkoje) |
| Pilne                    | Пільне        | Польное (Polnoje)            |
| Wiktoriwka               | Вікторівка    | Викторовка (Wiktorowka)      |
| Wolodymyriwka            | Володимирівка | Владимировка (Wladimirowka)  |